# Säumniszuschlag
Säumniszuschlag ist ein Begriff aus dem deutschen Verwaltungsrecht. Er wird als zusätzliche Abgabe für den Fall der verspäteten Zahlung einer Gebühr, eines Beitrags oder einer Steuer erhoben. Bei Gebühren sehen die Verwaltungsverfahrensgesetze oft eine Billigkeitsregelung vor, also die Möglichkeit, von der Erhebung abzusehen. Für Beiträge und Steuern entsteht der Säumniszuschlag dagegen kraft Gesetzes und damit ohne Ermessensfreiheit seitens der festsetzenden Behörde. Der in diesen Fällen juristisch korrekte Fachausdruck lautet, dass „wegen verspäteter Zahlung ein Säumniszuschlag verwirkt ist“.

## Zweck/Zielsetzung
Der Säumniszuschlag verfolgt das Ziel, den Bürger zur zeitnahen Erfüllung seiner Zahlungsverpflichtungen anzuhalten. Neben einer Straffunktion ist auch eine angemessene Verzinsung der Forderung gewollt. Des Weiteren soll der Zuschlag die Mehrkosten decken, die durch Mahn- und Überwachungsarbeiten entstehen.

## Säumniszuschlag im deutschen Verwaltungsrecht
Das deutsche Verwaltungsrecht ist – abhängig von der Verteilung der Kompetenzen – sowohl durch Bundes- und Landesgesetze, als auch durch Kommunale Satzungen geregelt.

### Säumniszuschlag auf Verwaltungskosten
Entsprechend den Gesetzgebungs- und Verwaltungskompetenzen gibt es eine Vielzahl von Fundstellen zur gesetzlichen Regelung der Säumniszuschläge im Verwaltungskostenverfahren. Die Unterschiede in den einzelnen Rechtsnormen sind jedoch nur geringfügig. Die meisten Vorschriften sehen einen offenen Betrag von mehr als 50 € und eine Abrundung wiederum auf 50 € vor. Die Höhe des Zuschlags liegt durchweg bei 1 v. H. je angefangenem Monat des Zahlungsverzuges. 
Ein Beispiel für die gesetzliche Regelung der Säumniszuschläge im Verwaltungskostenverfahren bietet § 7a des Niedersächsischen Verwaltungskostengesetzes (NVwKostG): 
- (1) Werden die Kosten nicht bis zum Ablauf eines Monats nach dem Fälligkeitstag entrichtet, so kann für jeden angefangenen Monat der Säumnis ein Säumniszuschlag von eins vom Hundert des rückständigen Betrages erhoben werden, wenn dieser fünfzig Euro übersteigt. Für die Berechnung des Säumniszuschlages ist der rückständige Betrag auf fünfzig Euro nach unten abzurunden.
- (2) Als Tag, an dem eine Zahlung entrichtet worden ist, gilt 
  - 1. bei Übergabe oder Übersendung von Zahlungsmitteln an die für den Kostengläubiger zuständige Kasse oder Zahlstelle der Tag des Eingangs;
  - 2. bei Überweisung oder Einzahlung auf ein Konto der für den Kostengläubiger zuständigen Kasse oder Zahlstelle der Tag, an dem der Betrag der Kasse oder Zahlstelle gutgeschrieben wird.

### Säumniszuschlag auf Beiträge
Beiträge zur Sozialversicherung (siehe auch Gesamtsozialversicherungsbeitrag) sind zum Zeitpunkt der Fälligkeit an die Beitragseinzugsstelle zu zahlen. Maßgebend ist hierbei der Zeitpunkt des Geldeinganges, nicht z. B. der Auftragserteilung an die Bank. Der Beitrag muss folglich am Fälligkeitstag dem Konto des Empfängers bereits gutgeschrieben sein.
Der Beitragseinzug und die Weiterleitung der Beiträge an den jeweiligen Sozialversicherungsträger werden in Deutschland von den Krankenkassen durchgeführt; sie sind gesetzlich dazu verpflichtet, die Beiträge vollständig zu erheben und arbeitstäglich abzuführen. Soweit die fälligen Beiträge nicht pünktlich gezahlt werden, muss die Krankenkasse einen Säumniszuschlag erheben (§ 24 SGB IV). Der Säumniszuschlag wird für jeden angefangenen Monat der Säumnis berechnet und beträgt 1 Prozent des auf 50 € abgerundeten rückständigen Betrags. Sie kann zudem – wenn in der Satzung der Kasse  vorgesehen – eine Mahngebühr in Rechnung stellen.
Beispiel:
- GSV-Beitrag in Höhe von 1526,58 € für Juni 2006 wird am 28. Juni 2006 fällig.
- Zahlung erfolgt am 30. Juni
- Berechnung des Säumniszuschlags: 1 Prozent aus 1500 € = 15 €.
- Erfolgt keine Zahlung, werden zum nächsten Fälligkeitstag erneut 15 € Säumniszuschlag fällig.

Mit Inkrafttreten des GKV-Wettbewerbsstärkungsgesetz (GKV-WSG) am 1. April 2007 wurden nach § 24 Abs. 1a SGB IV auf Beiträge nach § 5 Abs. 1 Nr. 13 SGB V und nach § 2 Abs. 1 Nr. 7 KVLG 1989 die länger als einen Monat säumig sind, 5 Prozent nach den o. g. Regelungen berechnet. Diese Regelung wurde mit dem am 1. August 2013 in Kraft getretenen Gesetz zur Beseitigung sozialer Überforderung bei Beitragsschulden in der Krankenversicherung wieder abgeschafft.
Berechnungsbeispiel:
| Monat                                  | Beitrag                       | Säumniszuschlag |
| -------------------------------------- | ----------------------------- | --------------- |
| Monat 1                                | 100 €                         | 1 €             |
| Monat 2                                | 100 €                         | 1 €             |
| Monat 2                                | 100 € (aus Monat 1)           | 1 €             |
| Monat 3                                | 100 €                         | 1 €             |
| Monat 3                                | 200 € (aus Monat 1 & 2)       | 2 €             |
| Insgesamt Säumniszuschlag für 3 Monate | 1 € + 1 € + 1 € + 1 € + 2 € = | 6 €             |

Als Tag der Zahlung gilt stets die Wertstellung bei der Krankenkasse. Verzögerungen durch den Bankweg sind also bei der Zahlung angemessen zu berücksichtigen. Es empfiehlt sich daher, der Krankenkasse eine Einzugsermächtigung zu erteilen. Die Verantwortung für den rechtzeitigen Einzug geht damit jedoch nicht auf die Kasse über, für die Deckung des Kontos hat der Zahlungspflichtige Sorge zu tragen.
Ob Säumniszuschläge berechnet werden oder nicht, liegt grundsätzlich nicht im Ermessen der Einzugsstelle, da die Säumniszuschläge aufgrund der gesetzlichen Regelung ohne Zutun der Beteiligten entstehen. In wenigen Ausnahmefällen können Säumniszuschläge von der Krankenkasse auf Antrag jedoch erlassen werden. Diese Ausnahmetatbestände wurden in der "Gemeinsamen Verlautbarung der Spitzenorganisationen der Sozialversicherung zur Erhebung von Säumniszuschlägen nach § 24 SGB IV im Rahmen des Gesamtsozialversicherungsbeitrags ab 01.01.1995" vom 9. November 1994 festgelegt.

### Säumniszuschlag auf Steuern
Die Säumniszuschläge rechnen zu den steuerlichen Nebenleistungen i. S. d. § 3 Abs. 4 AO, die Rechtsgrundlage bietet § 240 AO:
Wird eine Steuer nicht bis zum Ablauf des Fälligkeitstages entrichtet, so ist für jeden angefangenen Monat der Säumnis ein Säumniszuschlag von 1 Prozent des abgerundeten rückständigen Steuerbetrags zu entrichten; abzurunden ist auf den nächsten durch 50 Euro teilbaren Betrag.
Weil die Entstehung des Säumniszuschlags gesetzlich vorgeschrieben, ohne Ermessensfreiheit und unabhängig von einem Verschulden des Zahlungspflichtigen ist, gilt eine Schonfrist: Ein Säumniszuschlag wird bei einer Säumnis bis zu drei Tagen nicht erhoben, sofern die Einzahlung per Banküberweisung erfolgt.
Seit dem 1. Januar 2007 gilt eine Zahlung per Scheck nach § 224 Abs. 2 Nr. 1 AO erst am dritten Tag nach Eingang beim Finanzamt als entrichtet.
Beispiel:
Die erste Grundsteuerrate wird am 15. Februar fällig. Die Schonfrist beginnt am 16. Februar (0 Uhr) und läuft bis 18. Februar (24 Uhr).
Der Bürger zahlt seine Grundsteuerrate von 1.886 € durch
- Scheck, der am 16. Februar eingeht: es entsteht ein Säumniszuschlag in Höhe von 1 % von 1.850 € = 18,50 €.
- Überweisung, die am 18. Februar gutgeschrieben wird: es entsteht kein Säumniszuschlag, da die Zahlung innerhalb der Schonfrist eingegangen ist.
- Überweisung, die am 19. Februar gebucht wird: es entsteht ein Säumniszuschlag in Höhe von 1 % von 1850 € = 18,50 €.
- Überweisung, die am 16. März gebucht wird: es entsteht ein Säumniszuschlag in Höhe von 2 % von 1850 € = 37,00 €, da bereits der zweite Säumnismonat angefangen hat.

## Festsetzung
Säumniszuschläge auf Steuern bedürfen keiner Festsetzung durch Verwaltungsakt, sondern entstehen kraft Gesetzes. Lediglich im Falle der zwangsweisen Beitreibung ist unter bestimmten Voraussetzungen Leistungsgebot erforderlich.

## Erlass
Die Erhebung verwirkter Säumniszuschläge kann aus sachlichen oder persönlichen Gründen unbillig sein und damit die Möglichkeit zu einem Erlass der Zuschläge darstellen.
Persönliche Billigkeitsgründe sind in folgenden Fällen anzunehmen:
- Bei plötzlicher Erkrankung des Zahlungspflichtigen, wenn er dadurch an der pünktlichen Zahlung gehindert war und es ihm seit seiner Erkrankung bis zum Ablauf der Zahlungsfrist nicht möglich war, einen Vertreter mit der Zahlung zu beauftragen,

- bei einem bisher pünktlichen Steuerpflichtigen, dem ein offenbares Versehen unterlaufen ist.

Ein Erlass aus sachlichen Billigkeitsgründen kommt in Betracht, wenn die Einziehung der Säumniszuschläge im Hinblick auf den Zweck nicht mehr zu rechtfertigen ist, weil ihre Entstehung den Wertungen des Gesetzgebers zuwiderläuft. Dies kann in folgenden Fällen gegeben sein:
- Wenn die Säumniszuschläge auf einen Zeitraum entfallen, in dem der Zahlungspflichtige zweifelsfrei überschuldet und zahlungsunfähig war.

- Wenn die Voraussetzungen für einen Erlass oder eine zinslose Stundung der zu zahlenden Hauptschuld (Gebühr/Beitrag/Steuer) vorgelegen haben, auch wenn kein Antrag auf Erlass oder Stundung gestellt wurde.

Keine sachliche Unbilligkeit liegt jedoch vor, wenn ein ursprünglicher Festsetzungsbescheid abgeändert wird. Nach der ausdrücklichen gesetzlichen Regelung führt die Aufhebung oder Änderung einer Festsetzung nicht zur Abänderung der bis dahin verwirkten Säumniszuschläge.

## Abgrenzung
Die Säumniszuschläge sind abzugrenzen von
- Verspätungszuschlägen, die bei nicht rechtzeitiger Abgabe von Steuererklärungen festgesetzt werden können,
- Zwangsgeldern, die zur Durchsetzung von Ansprüchen und Geltendmachung von Pflichten, insbesondere zur Abgabe von Steuererklärungen und Mitwirkungen im Steuerermittlungsverfahren, angedroht und festgesetzt werden können,
- Verzinsung von Steuernachforderungen,
- Mahnkosten, die im privatwirtschaftlichen Bereich bei der Erstellung einer Zahlungserinnerung berechnet werden können.